# Académie de Béziers
L’Académie des sciences et belles lettres de la ville de Bésiers est une réunion d’hommes studieux qui s’est formée à Béziers au cours du XVIe siècle, et peut-être avant. Elle disparut en 1793. 

## Histoire
On lit dans les articles accordés en septembre 1599 par Henri IV à la province de Languedoc à l’occasion du « don gratuit » qu’il en reçut, que quatre deniers sur la crue du sel étaient accordés à l’Académie de Béziers.
Il n’est rien resté des travaux de l’académie de cette époque. Il semble même que leur institution n’eut pas une longue existence, car on n’en trouve aucune mention dans les documents postérieurs à cette époque.
Au commencement du XVIIIe siècle, une deuxième académie fut créée par trois personnes unies de la plus étroite amitié et qui vivaient dans cette ville. L'une d'elles était Dortous de Mairan, dont trois mémoires sur des sujets de physique, couronnés par l’Académie de Bordeaux, avaient déjà posé les fondements d'une réputation européenne ; de plus, il était membre de l’Académie des sciences de Paris. Antoine Portalon était le deuxième ; il était versé dans le droit, l’histoire, l’astronomie, et cultivait les lettres avec succès. Le dernier, Jean Bouillet, était médecin, physicien et astronome. Ces trois hommes fondèrent en 1723 la nouvelle académie de Béziers, destinée à répandre le goût des sciences exactes dans le Midi ; Mairan en présida lui-même la première séance et les femmes pouvaient en devenir membres.
Sous l’épiscopat de Joseph-Bruno de Bausset de Roquefort, cette société languissait à la suite des pertes réitérées survenues dans son sein. Voulant raviver le feu, le prélat, qui en était membre, appela les savants et les littérateurs biterrois dans son palais. Il partagea leurs travaux et ne laissa échapper aucune occasion d’être utile à ses collègues. De concert avec Mairan, il appela la bienveillance du souverain sur l’académie de Béziers, qui, par lettres patentes de l’an 1766, fut érigée en Académie royale des sciences et belles-lettres ; M. de Bausset en fut nommé président perpétuel.
Bausset aurait voulu que l’académie tienne ses réunions dans un local voisin du collège, dans lequel un observatoire astronomique aurait été construit. Il ne put voir ses vœux se réaliser. L’académie avait pour ses séances publiques la grande salle de l'hôtel de ville et, le 28 octobre 1787, le conseil de ville lui concéda la salle du balcon pour tenir ses assemblées.
En 1834 a été créée la Société archéologique, scientifique et littéraire de Béziers qui a remplacé l'Académie de Béziers disparue en 1790.